# Magnetic Fields (Album)
Magnetic Fields (in Frankreich Les Chants Magnétiques, ein Wortspiel mit chant (frz. für Lied) und champ (frz. für Feld).) ist das fünfte Musikalbum des französischen Musikers und Produzenten Jean-Michel Jarre. Veröffentlicht im Jahr 1981, war Magnetic Fields eines der ersten Alben weltweit, in dem digitale Samples eingesetzt wurden. Diese Technik stand im Gegensatz zu seinen vorherigen Alben Oxygène und Équinoxe und war in den Augen einiger Kritiker ein Stilbruch. Das Album wird als ähnlich melodisch wie Oxygène bewertet, jedoch nicht im gleichen Maße kreativ.

## Titelliste
- Geschrieben und arrangiert von Jean-Michel Jarre.

1. Magnetic Fields/Les Chants Magnétiques Part 1 – 17:50
2. Magnetic Fields/Les Chants Magnétiques Part 2 – 3:59
3. Magnetic Fields/Les Chants Magnétiques Part 3 – 4:15
4. Magnetic Fields/Les Chants Magnétiques Part 4 – 6:18
5. Magnetic Fields/Les Chants Magnétiques Part 5 – 3:30

Anmerkung: Die französischen Titel unterscheiden sich nur durch den Namen von den englischen bzw. internationalen Titeln.
| Professionelle Bewertung | Professionelle Bewertung |
| ------------------------ | ------------------------ |
| Quelle                   | Bewertung                |
| Allmusic                 | [ 2 ]                    |

## Kommerzieller Erfolg

### Chartplatzierungen
| ChartsChartplatzierungen       | Höchstplatzierung | Wochen |
| ------------------------------ | ----------------- | ------ |
| Deutschland (GfK)              | 9 (29 Wo.)        | 29     |
| Österreich (Ö3)                | 4 (20 Wo.)        | 20     |
| Vereinigte Staaten (Billboard) | 98 (12 Wo.)       | 12     |
| Vereinigtes Königreich (OCC)   | 6 (17 Wo.)        | 17     |

| ChartsJahrescharts (1981) | Platzierung |
| ------------------------- | ----------- |
| Deutschland (GfK)         | 32          |
| Österreich (Ö3)           | 12          |

### Auszeichnungen für Musikverkäufe
| Land/Region                  | Auszeichnungen für Musikverkäufe (Land/Region, Auszeichnung, Verkäufe) | Verkäufe |
| ---------------------------- | ---------------------------------------------------------------------- | -------- |
| Niederlande (NVPI)           | Gold                                                                   | 50.000   |
| Vereinigtes Königreich (BPI) | Gold                                                                   | 100.000  |
| Insgesamt                    | 2× Gold ·                                                              | 150.000  |

## Besetzung
- Jean-Michel Jarre – MDB Poly Sequencer, RSF Kobol, Oberheim OB-X, ARP 2600, Fairlight CMI, EMS Synthi AKS, EMS Synthi VCS3, Korg KR 55, Elka 707, Eminent 310 Unique, Moog Taurus, EMS Vocoder 1000, Korg VC-10 und Electro-Harmonix Echoflanger.

## Produktion
- produziert von Jean-Michel Jarre
- Tontechnik und Mischung: Jean-Pierre Janiaud
  - Assistenztechniker: Patrick Foulon und Pierre Mourey